# Wereldbeker mountainbike 2021
De Wereldbeker mountainbike 2021 werd gehouden van mei tot en met september 2021. Mountainbikers streden in de disciplines crosscountry en downhill.
De crosscountry-evenementen bestonden uit zes manches, gehouden van begin mei tot midden september. Er werden vijf manches in Europa gehouden en één in Noord-Amerika. De wedstrijden in het downhill stonden van midden juni tot midden september op het programma, en bestonden uit vijf manches.

## Crosscountry

### Mannen

#### Kalender en podia
| Nr. | Datum      | Locatie     | Eerste              | Tweede               | Derde             | Leider in het klassement |
| --- | ---------- | ----------- | ------------------- | -------------------- | ----------------- | ------------------------ |
| 1.  | 09/05/2021 | Albstadt    | Victor Koretzky     | Nino Schurter        | Mathias Flückiger | Victor Koretzky          |
| 2.  | 16/05/2021 | Nové Město  | Tom Pidcock         | Mathieu van der Poel | Mathias Flückiger | Mathieu van der Poel     |
| 3.  | 13/06/2021 | Leogang     | Mathias Flückiger   | Ondřej Cink          | Anton Cooper      | Mathias Flückiger        |
| 4.  | 04/07/2021 | Les Gets    | Mathias Flückiger   | Ondřej Cink          | Jordan Sarrou     | Mathias Flückiger        |
| 5.  | 05/09/2021 | Lenzerheide | Victor Koretzky     | Nino Schurter        | Mathias Flückiger | Mathias Flückiger        |
| 6.  | 19/09/2021 | Snowshoe    | Christopher Blevins | Vlad Dascălu         | Victor Koretzky   | Mathias Flückiger        |

#### Eindstand
| Pos. | Renner               | ALB | NOV | LEO | LES | LEN | SNO | Punten |
| ---- | -------------------- | --- | --- | --- | --- | --- | --- | ------ |
| 1    | Mathias Flückiger    | 4   | 4   | 1   | 1   | 3   | 11  | 1573   |
| 2    | Victor Koretzky      | 1   | 9   | 11  | 10  | 1   | 3   | 1310   |
| 3    | Ondřej Cink          | 5   | 5   | 2   | 2   | 8   | 4   | 1309   |
| 4    | Nino Schurter        | 2   | 8   | 16  | 5   | 2   | 6   | 1182   |
| 5    | Jordan Sarrou        | 9   | 3   | 7   | 3   | 9   | 10  | 1085   |
| 6    | Alan Hatherly        | 8   | 6   | 13  | 4   | 5   | 22  | 978    |
| 7    | Vlad Dascălu         | 18  | 11  | 4   | 19  | 22  | 2   | 804    |
| 8    | Anton Cooper         | 6   | 7   | 3   | 16  | 24  | 33  | 795    |
| 9    | Milan Vader          | 21  | 17  | 6   | 9   | 12  | 8   | 762    |
| 10   | Thomas Griot         | 11  | 12  | 5   | 15  | 15  | 16  | 728    |
| 11   | Luca Braidot         | 24  | 10  | 42  | 6   | 18  | 5   | 706    |
| 12   | Henrique Avancini    | 7   | 21  |     |     | 4   | 7   | 691    |
| 13   | Maxime Marotte       | 15  | 14  | 10  | 11  | 11  | 18  | 689    |
| 14   | Christopher Blevins  | 13  | 24  | 23  | 24  |     | 1   | 645    |
| 15   | Simon Andreassen     | 30  | 39  | 12  | 8   | 17  | 13  | 589    |
| 16   | Nadir Colledani      | 12  | 22  | 14  | 12  | 37  | 14  | 583    |
| 17   | Mathieu van der Poel | 3   | 2   |     |     |     |     | 570    |
| 18   | Tom Pidcock          | 10  | 1   |     | 45  |     |     | 517    |
| 19   | Lars Forster         | 34  | 15  | 21  | 14  | 34  | 17  | 496    |
| 20   | Maximilian Brandl    | 17  | 26  | 28  | 18  | 7   |     | 479    |

### Vrouwen

#### Kalender en podia
| Nr. | Datum      | Locatie     | Eerste                 | Tweede            | Derde                  | Leidster in het klassement |
| --- | ---------- | ----------- | ---------------------- | ----------------- | ---------------------- | -------------------------- |
| 1.  | 09/05/2021 | Albstadt    | Pauline Ferrand-Prévot | Loana Lecomte     | Kate Courtney          | Pauline Ferrand-Prévot     |
| 2.  | 16/05/2021 | Nové Město  | Loana Lecomte          | Haley Batten      | Evie Richards          | Loana Lecomte              |
| 3.  | 13/06/2021 | Leogang     | Loana Lecomte          | Jenny Rissveds    | Jolanda Neff           | Loana Lecomte              |
| 4.  | 04/07/2021 | Les Gets    | Loana Lecomte          | Jenny Rissveds    | Pauline Ferrand-Prévot | Loana Lecomte              |
| 5.  | 05/09/2021 | Lenzerheide | Evie Richards          | Jenny Rissveds    | Rebecca McConnell      | Loana Lecomte              |
| 6.  | 19/09/2021 | Snowshoe    | Evie Richards          | Rebecca McConnell | Sina Frei              | Loana Lecomte              |

#### Eindstand
| Pos. | Renster                | ALB | NOV | LEO | LES | LEN | SNO | Punten |
| ---- | ---------------------- | --- | --- | --- | --- | --- | --- | ------ |
| 1    | Loana Lecomte          | 2   | 1   | 1   | 1   | 4   |     | 1550   |
| 2    | Evie Richards          | 27  | 3   | 7   | 7   | 1   | 1   | 1310   |
| 3    | Jenny Rissveds         | 8   | 23  | 2   | 2   | 2   | 8   | 1275   |
| 4    | Rebecca McConnell      | 12  | 5   | 4   | 6   | 3   | 2   | 1215   |
| 5    | Sina Frei              | 7   | 6   | 9   | 4   | 5   | 3   | 1110   |
| 6    | Linda Indergand        | 4   | 4   | 15  | 8   | 11  | 7   | 1018   |
| 7    | Pauline Ferrand-Prévot | 1   | 8   | 5   | 3   | 41  |     | 990    |
| 8    | Haley Batten           | 5   | 2   | 10  | 20  | 22  | 21  | 920    |
| 9    | Anne Tauber            | 31  | 10  | 17  | 5   | 6   | 8   | 849    |
| 10   | Anne Terpstra          | 6   | 9   | 11  | 54  | 7   | 6   | 845    |
| 11   | Jolanda Neff           | 13  | 11  | 3   |     | 10  | 5   | 794    |
| 12   | Alessandra Keller      | 19  | 13  | 20  | 9   | 8   | 17  | 697    |
| 13   | Laura Stigger          | 11  | 28  | 6   | 16  | 9   | 33  | 663    |
| 14   | Nicole Koller          | 20  | 12  | 22  | 23  | 12  | 9   | 613    |
| 15   | Janika Loiv            | 22  | 15  | 12  | 17  | 19  | 14  | 611    |

## Downhill

### Mannen

#### Kalender en podia
| Nr. | Datum      | Locatie     | Eerste       | Tweede          | Derde          | Leider in het klassement |
| --- | ---------- | ----------- | ------------ | --------------- | -------------- | ------------------------ |
| 1.  | 13/06/2021 | Leogang     | Troy Brosnan | Thibaut Daprela | Amaury Pierron | Troy Brosnan             |
| 2.  | 04/07/2021 | Les Gets    |              |                 |                |                          |
| 3.  | 15/08/2021 | Maribor     |              |                 |                |                          |
| 4.  | 05/09/2021 | Lenzerheide |              |                 |                |                          |
| 5.  | 19/09/2021 | Snowshoe    |              |                 |                |                          |

### Vrouwen

#### Kalender en podia
| Nr. | Datum      | Locatie     | Eerste           | Tweede         | Derde           | Leidster in het klassement |
| --- | ---------- | ----------- | ---------------- | -------------- | --------------- | -------------------------- |
| 1.  | 13/06/2021 | Leogang     | Camille Balanche | Valentina Holl | Monika Hrastnik | Camille Balanche           |
| 2.  | 04/07/2021 | Les Gets    |                  |                |                 |                            |
| 3.  | 15/08/2021 | Maribor     |                  |                |                 |                            |
| 4.  | 05/09/2021 | Lenzerheide |                  |                |                 |                            |
| 5.  | 19/09/2021 | Snowshoe    |                  |                |                 |                            |

1991 · 
1992 · 
1993 · 
1994 · 
1995 · 
1996 · 
1997 · 
1998 · 
1999 · 
2000 · 
2001 · 
2002 · 
2003 · 
2004 · 
2005 · 
2006 · 
2007 · 
2008 · 
2009 · 
2010 · 
2011 · 
2012 · 
2013 · 
2014 · 
2015 · 
2016 · 
2017 · 
2018 · 
2019 · 
2020 · 
2021 · 
2022 · 
2023 · 
2024 · 
2025